# Kościół św. Stanisława Biskupa i Męczennika w Dunajowie
Kościół pw. św. Stanisława Biskupa i Męczennika w Dunajowie – zabytkowy rzymskokatolicki kościół parafialny w dawnym miasteczku Dunajowie, obecnie we wsi w rejonie przemyślańskim obwodu lwowskiego na Ukrainie.

## Historia
Parafię rzymskokatolicką w Dunajowie fundował w 1485 arcybiskup metropolita lwowski Jan Strzelecki (Wątróbka).
Od 1593 był kościołem dekanalnym.